# Kee MacFarlane
Kathleen "Kee" MacFarlane, nascida em 1947, é uma assistente social norte-americana reconhecida por sua atuação no caso do jardim de infância McMartin, ocorrido na década de 1980. Ela exerceu a função de diretora no Instituto Infantil Internacional. MacFarlane foi responsável pelo desenvolvimento do conceito da boneca anatomicamente correta, recurso utilizado por crianças durante entrevistas sobre abuso. Além disso, desempenhou um papel relevante no referido julgamento. Contudo, seus métodos de interrogatório de crianças pequenas foram alvo de críticas. As acusações contra os réus, por fim, foram retiradas.

## Formação profissional
MacFarlane obteve seu diploma de bacharel em belas artes pela Universidade Denison, localizada em Ohio, e, posteriormente, concluiu o mestrado em serviço social. Após sua graduação, atuou como lobista para a Organização Nacional de Mulheres e avaliadora de subsídios no Centro Nacional de Abuso e Negligência Infantil, antes de ser nomeada diretora do Instituto Infantil Internacional. Antes do julgamento McMartin, ela se apresentava como psicoterapeuta, embora não possuísse licença profissional.

## Envolvimento no julgamento McMartin
No âmbito de seu trabalho no Instituto Infantil Internacional, MacFarlane entrevistou 400 crianças no contexto do julgamento do jardim de infância McMartin, utilizando bonecas anatomicamente corretas e fantoches de mão. Ela defendia a teoria de que as crianças afetadas pela síndrome de adaptação ao abuso sexual infantil negariam o abuso, a menos que fossem utilizadas técnicas especiais para facilitar a revelação. As técnicas de entrevista adotadas por ela durante a investigação das alegações foram consideradas altamente sugestivas, incitando as crianças a inventar ou especular sobre eventos supostos. Na primavera de 1984, foi alegado que 360 crianças haviam sido vítimas de abuso.. A médica Astrid Heppenstall Heger realizou exames médicos e registrou imagens de o que ela considerava cicatrizes mínimas, que afirmou serem causadas por penetração anal. Críticos argumentaram que as perguntas repetidamente sugestivas feitas pelos entrevistadores frequentemente levavam as crianças a fornecer respostas afirmativas, o que tornava impossível determinar com precisão o que as crianças realmente haviam vivenciado. Além disso, alguns acreditavam que o próprio processo de questionamento poderia ter gerado falsas memórias entre as crianças entrevistadas. Ao final, apenas 41 das 360 crianças iniciais depuseram durante o grande júri e as audiências pré-julgamento, e menos de uma dúzia prestaram depoimento durante o julgamento.
Em seu depoimento perante o Congresso, MacFarlane afirmou acreditar na existência de uma conspiração organizada em nível nacional, envolvendo indivíduos e "grupos satânicos ortodoxos" que estariam abusando sexualmente de crianças, embora não tenha apresentado nenhuma evidência que identificasse esses indivíduos ou comprovasse a existência desses grupos satânicos ortodoxos.

## Publicações

### Livros
- MacFarlane, K; Bulkley J (1982). «Treating Child Sexual Abuse: An Overview of Current Program Models». In:  Conte JR; Shore DA. Social Work and Child Sexual Abuse. [S.l.]: Haworth Press. ISBN 978-0-917724-98-5
- MacFarlane, K; Waterman J (1998). Sexual Abuse of Young Children: Evaluation and Treatment. [S.l.]: The Guilford Press. ISBN 978-0-89862-703-9
- Cunningham, C; MacFarlane, K (1996). When Children Abuse: Group Treatment Strategies for Children With Impulse Control Problems. [S.l.]: Safer Society Press. ISBN 978-1-884444-23-4

### Vídeos
- MacFarlane K, Feldmeth JR, Saywitz KJ (1986). Response Syllabus: The Clinical Interview. Nova Iorque: The Guilford Press. ISBN 978-0-89862-940-8
- Entrevista Clínica; com Joanne Ross Feldmeth, Karen Saywitz (1988)